# Prémio MTV Movie de melhor herói
O Prémio MTV de Melhor Herói (no original em inglês MTV Movie Award for Best Hero) é uma das categorias que compõem o MTV Movie Award. Esta é uma lista de vencedores e indicados ao prêmio desde sua introdução, em 2006, até a edição mais recente. A categoria foi suspensa em 2007 e retornou somente em 2012.

## Vencedores e indicados
| Ano  | Vencedor                                                                            | Indicados | Ref.  |
| ---- | ----------------------------------------------------------------------------------- | --- | ----- |

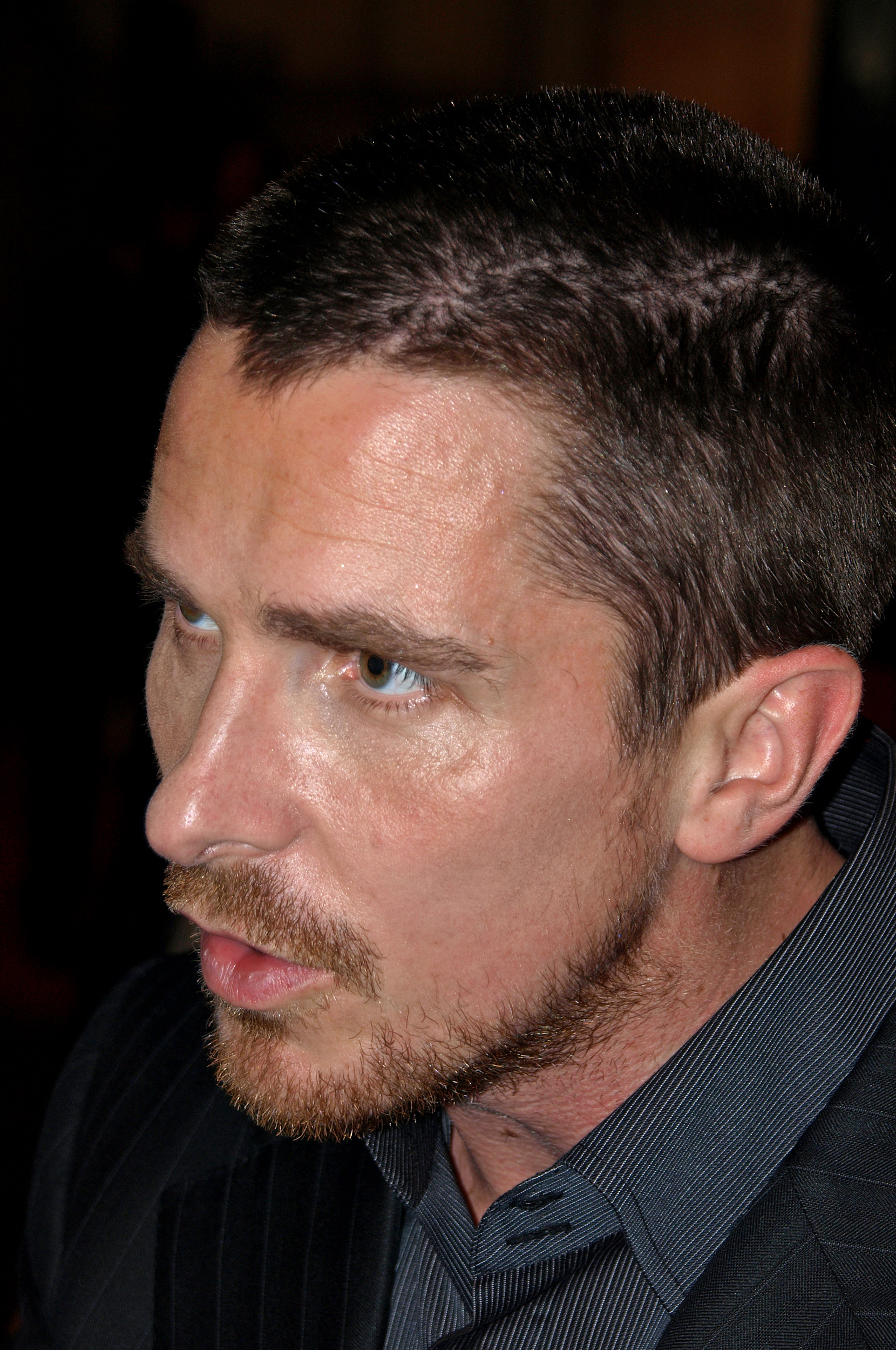
Christian Bale, o primeiro vencedor da categoria, em 2006.

| 2006 | Christian Bale como Bruce Wayne / Batman em Batman Begins                           | - Jessica Alba como Susan "Sue" Storm / Mulher Invisível – Fantastic Four - Kate Beckinsale como Selene – Underworld: Evolution - Ewan McGregor como Obi-Wan Kenobi – Star Wars III: Revenge of the Sith - Daniel Radcliffe como Harry Potter – Harry Potter and the Goblet of Fire                                                      |       |
| 2012 | Daniel Radcliffe como Harry Potter em Harry Potter and the Deathly Hallows – Part 2 | - Chris Evans como Steve Rogers / Capitão América – Captain America: The First Avenger - Channing Tatum como Greg Jenko – 21 Jump Street - Jennifer Lawrence como Katniss Everdeen – The Hunger Games - Chris Hemsworth como Thor – Thor                                                                                                 |       |
| 2013 | Martin Freeman como Bilbo Baggins em The Hobbit: An Unexpected Journey              | - Christian Bale como Bruce Wayne / Batman – The Dark Knight Rises - Robert Downey Jr. como Tony Stark / Homem de Ferro – The Avengers - Anne Hathaway como Selina Kyle / Mulher-Gato – The Dark Knight Rises - Mark Ruffalo como Bruce Banner / Hulk – The Avengers - Kristen Stewart como Branca de Neve – Snow White and the Huntsman |       |
| 2014 | Henry Cavill como Clark Kent / Superman em Man of Steel                             | - Channing Tatum como John Cale – White House Down - Chris Hemsworth como Thor – Thor: The Dark World - Martin Freeman como Bilbo Baggins – The Hobbit: The Desolation of Smaug - Robert Downey Jr. como Tony Stark / Homem de Ferro – Iron Man 3                                                                                        |       |
| 2015 | Dylan O'Brien como Thomas em The Maze Runner                                        | - Shailene Woodley como Tris Prior – The Divergent Series: Insurgent - Jennifer Lawrence como Katniss Everdeen – The Hunger Games: Mockingjay – Part 1 - Martin Freeman como Bilbo Baggins – The Hobbit: The Battle of the Five Armies - Chris Pratt como Peter Quill / Senhor das Estrelas – Guardians of the Galaxy                    |       |
| 2016 | Jennifer Lawrence como Katniss Everdeen em The Hunger Games: Mockingjay – Part 2    | - Charlize Theron como Imperatriz Furiosa – Mad Max: Fury Road - Chris Evans como Steve Rogers / Capitão América – Avengers: Age of Ultron - Daisy Ridley como Rey – Star Wars: Episode VII — The Force Awakens - Dwayne Johnson como Ray Gaines – San Andreas - Paul Rudd como Homem-Formiga (Scott Lang) – Ant-Man                     |       |
| 2017 | Taraji P. Henson como Katherine Goble Johnson – Hidden Figures                      | - Stephen Amell como Oliver Queen / Arqueiro Verde – Arrow - Millie Bobby Brown como Onze – Stranger Things - Mike Colter como Luke Cage – Luke Cage - Grant Gustin como Barry Allen / Flash – The Flash - Felicity Jones como Jyn Erso – Rogue One: A Star Wars Story                                                                   |       |
| 2018 | Chadwick Boseman como T'Challa / Pantera Negra – Black Panther                      | - Emilia Clarke como Daenerys Targaryen – Game of Thrones - Gal Gadot como Diana Prince / Mulher-Maravilha – Wonder Woman - Grant Gustin como Barry Allen / Flash – The Flash - Daisy Ridley como Rey – Star Wars: The Last Jedi |       |
| 2019 | Robert Downey Jr. como Tony Stark / Homem de Ferro – Avengers: Endgame              | - John David Washington como Ron Stallworth – BlacKkKlansman - Brie Larson como Carol Danvers / Capitã Marvel – Captain Marvel - Maisie Williams como Arya Stark – Game of Thrones - Zachary Levi como Shazam / Billy Batson – Shazam!                                                                                                   | [ 2 ] |
| 2021 | Anthony Mackie como Sam Wilson / Falcão – The Falcon and the Winter Soldier         | - Gal Gadot como Diana Prince / Mulher-Maravilha – Wonder Woman 1984 - Teyonah Parris como Monica Rambeau – WandaVision - Pedro Pascal como O Mandaloriano / Din Djarin – The Mandalorian - Jack Quaid como Hughie Campbell – The Boys                                                                                                   | [ 3 ] |
| 2022 | Scarlett Johansson como Natasha Romanoff / Viúva Negra – Black Widow                | - Daniel Craig como James Bond – No Time to Die - Oscar Isaac como Cavaleiro da Lua / Marc Spector – Moon Knight - Simu Liu como Shang-Chi – Shang-Chi and the Legend of the Ten Rings - Tom Holland como Peter Parker / Homem-Aranha – Spider-Man: No Way Home                                                                          | [ 4 ] |
| 2023 | Pedro Pascal como Joel Miller – The Last of Us                                      | - Diego Luna como Cassian Andor – Andor - Tom Cruise como Capitão Pete "Maverick" Mitchell – Top Gun: Maverick - Paul Rudd como Homem-Formiga (Scott Lang) – Ant-Man and the Wasp: Quantumania - Jenna Ortega como Wednesday Addams – Wednesday                                                                                          | [ 5 ] |